# Ull del pany gravitacional
Un ull del pany gravitacional és el nom donat a una petita regió o finestra de l'espai prop d'un planeta que si és travessat per un asteroide li pot causar un canvi en la seva trajectòria a causa de la gravetat d'aquest planeta, fent que la nova ruta permeti a l'asteroide xocar amb aquest planeta al següent apropament orbital.
La paraula «ull del pany» contrasta la gran incertesa dels càlculs de la trajectòria (entre el moment de les observacions de l'asteroide i la primera trobada amb el planeta) amb el feix relativament estret de les trajectòries crítiques. El terme va ser encunyat per PW Chodas en 1999, i va guanyar una mica d'interès públic quan es va fer evident, el gener de 2005, que l'asteroide (99942) Apophis evitaria la Terra en 2029, però que podria passar per un ull del pany gravitacional i impactar contra la Terra al 2036 o 2037. S'han fet investigacions addicionals des de llavors, que van revelar que la probabilitat que l'asteroide passés a través d'un ull del pany era extremadament insignificant.
Els ulls del pany per un futur més proper o més llunyà es nomenen pel nombre de períodes orbitals del planeta i l'asteroide, respectivament, entre les dues trobades (per exemple, «ressonància ull del pany 7:6»). Hi ha encara més, però més petits, ulls del pany gravitacionals secundaris en les trajectòries que inclouen un menor propera trobada (bank shots). Els ulls del pany gravitacionals secundaris es van buscar pel mostreig d'importància: les trajectòries dels asteroides virtuals (o més aviat els seus valors inicials en el moment de la primera trobada) es mostregen segons la seva versemblança amb les observacions de l'asteroide. Molt pocs d'aquests asteroides virtuals són impactors virtuals.

## Antecedents
A causa de les inexactituds d'observació, el biaix en el marc de les estrelles de referència, i les forces no gravitacionals en gran part desconegudes en el asteroide, principalment l'efecte Yarkovsky, la seva posició en el moment previst de trobada és incert en tres dimensions.
Típicament, la regió de les posicions probables té forma d'un pèl prim i allargat, perquè les observacions visuals produeixen posicions en 2 dimensións al cel, però no hi ha distàncies. Si la regió no està massa estesa, menys d'aproximadament l'1% del radi orbital, pot ser representada com un el·lipsoide d'incertesa en 3 dimensións i les òrbites (ignorant la interacció) s'aproximen com a línies rectes.
Ara imagina un plànol comóvil amb el planeta i perpendicular a la velocitat d'entrada de l'asteroide (no pertorbada per la interacció). Aquest pla de destinació s'anomena pla-b per al paràmetre b de col·lisió, que és la distància d'un punt en el pla amb el planeta en el seu origen de coordenades. Depenent de la posició d'una trajectòria en el pla-b, el seu punt després de la trobada i l'energia cinètica es veu afectada. L'energia orbital està directament relacionada amb la longitud del semieix major i també per al període orbital. Si el període orbital posterior a la trobada de l'asteroide és un múltiple fraccional del període orbital del planeta, hi haurà una trobada propera a la mateixa posició orbital després dels nombres donats d'òrbites. D'acord amb la teoria de les trobades properes d'Ernst Öpik, el conjunt de punts en el pla-b provoquen una relació de ressonància determinada en forma de cercle. Aquest cercle són el planeta i dos ulls del pany gravitacionals, que són imatges del planeta en el pla-b de la futura trobada (o més aviat de la zona de captació lleugerament més gran a causa de la gravetat). La forma dels ulls del pany és un petit cercle allargat i doblat al llarg del cercle de la relació de ressonància donada. L'ull del pany més proper al planeta és més petit que l'altre, a causa de la variació de la desviació es fa més pronunciada a mesura que disminueix el paràmetre b de col·lisió.

## Alta incertesa dels càlculs afectius
Alguns ulls del pany són propers a la incertesa de l'el·lipsoide projectat sobre el pla-b, que es converteix en una el·lipse allargada. L'el·lipse s'encongeix i varia, com noves observacions de l'asteroide que s'afegeixen a l'avaluació. Si la ruta probable de l'asteroide es manté prop d'un ull del pany, la posició precisa del propi ull l'afectaria; varia amb la direcció d'entrada i velocitat de l'asteroide, i amb les forces no gravitacionals que actuen sobre ell entre les dues trobades. Per tant, el «fa el mateix fallar per poc que per molt», no s'aplica a un ull del pany de diversos centenars de metres d'ample. No obstant això, canviar la trajectòria d'un asteroide uns quants metres es pot fer relativament amb un petit impuls si la primera trobada encara està a anys de distància. Desviar l'asteroide més enllà d'aquest punt, es necessitaria un impuls molt més fort.
Per a un planeta que gira ràpidament, com la Terra, el càlcul de trajectòries que passen a prop d'ella, menys d'una dotzena de ràdis, ha d'incloure l'aixafament del camp gravitatori del planeta; el seu camp gravitatori no és simètricament esfèric. Per trajectòries encara més tancades, les anomalies de la gravetat poden ser importants.
Per a un gran asteroide (o cometa) que passa a prop del límit de Roche, la mida, que s'infereix de la seva magnitud, no només afecta el límit de Roche, sinó també la trajectòria a causa que el centre de la força de gravetat en el cos es desvia del seu centre de massa donant com a resultat una força de marea d'ordre superior desplaçant l'ull del pany.